# Lý Trần Dự
Lý Trần Dự (1746 – 1777) là một tiến sĩ Việt Nam thời nhà Lê trung hưng, là con rể tiến sĩ Lê Trọng Thứ - cha của Lê Quý Đôn.

## Thân thế sự nghiệp
Lý Trần Dự quê ở làng Kim Hoàng, xã Vân Canh, huyện Từ Liêm, trấn Sơn Tây (nay là thôn Kim Hoàng, xã Vân Canh, huyện Hoài Đức, thành phố Hà Nội). Ông sinh năm 1746, là con trai của cụ Đặng Trần Diễm - được vua ban cho bốn chữ "giáo tử đăng khoa", ông là em trai của Tiến sĩ Lý Trần Quán (1735-1786), đỗ Tiến sĩ năm 1766. Ông thi đỗ Đệ tam giáp đồng tiến sỹ khoa Kỉ Sửu 1769, đời vua Lê Hiển Tông, cùng đỗ khoa này có người em cùng cha khác mẹ là Lý Trần Thản cũng đỗ tiến sĩ.